# Lista de governadores da Samoa Americana
Esta é uma lista de governadores da parte das Ilhas Samoa (agora compreendendo a Samoa Americana) sob administração dos Estados Unidos desde 1900.
De 1900 a 1978, os governadores foram nomeados pelo governo federal dos Estados Unidos. Desde então, foram eleitos para mandatos de quatro anos pelo povo da Samoa Americana.

## Governadores nomeados (1900-1978)

### Governadores navais (1900-1951)
| Governador                    | Imagem | Inicio de mandato       | Fim de mandato          |
| ----------------------------- | ------ | ----------------------- | ----------------------- |
| Benjamin Franklin Tilley      |        | 17 de fevereiro de 1900 | 27 de novembro de 1901  |
| Uriel Sebree                  |        | 27 de novembro de 1901  | 16 de novembro de 1902  |
| Henry Minett                  |        | 16 de novembro de 1902  | 5 de maio de 1903       |
| Edmund Beardsley Underwood    |        | 5 de maio de 1903       | 30 de janeiro de 1905   |
| Charles Brainard Taylor Moore |        | 30 de janeiro de 1905   | 21 de maio de 1908      |
| John Frederick Parker         |        | 21 de maio de 1908      | 10 de novembro de 1910  |
| William Michael Crose         |        | 10 de novembro de 1910  | 14 de março de 1913     |
| Nathan Post                   |        | 14 de março             | 14 de julho de 1913     |
| Clark Daniel Stearns          |        | 14 de julho de 1913     | 2 de outubro de 1914    |
| Nathan Post                   |        | 2 de outubro            | 6 de dezembro de 1914   |
| Charles Armijo Woodruff       |        | 6 de dezembro de 1914   | 1º de março de 1915     |
| John Martin Poyer             |        | 1º de março de 1915     | 10 de junho de 1919     |
| Warren Terhune                |        | 10 de junho de 1919     | 3 de novembro de 1920   |
| Waldo A. Evans                |        | 11 de novembro de 1920  | 1º de março de 1922     |
| Edwin Taylor Pollock          |        | 1º de março de 1922     | 4 de setembro de 1903   |
| Edward Stanley Kellogg        |        | 4 de setembro de 1903   | 17 de março de 1925     |
| Henry Francis Bryan           |        | 17 de março de 1925     | 9 de setembro de 1927   |
| Stephen Victor Graham         |        | 9 de setembro de 1927   | 2 de agosto de 1929     |
| Gatewood Lincoln              |        | 2 de agosto de 1929     | 24 de março de 1931     |
| James Sutherland Spore        |        | 24 de março             | 22 de abril de 1931     |
| Arthur Emerson                |        | 22 de abril             | 17 de julho de 1931     |
| Gatewood Lincoln              |        | 17 de julho de 1931     | 12 de maio de 1932      |
| George Landenberger           |        | 12 de maio de 1932      | 10 de abril de 1934     |
| Thomas C. Latimore            |        | 10                      | 17 de abril de 1934     |
| Otto Dowling                  |        | 17 de abril de 1934     | 15 de janeiro de 1936   |
| Thomas Benjamin Fitzpatrick   |        | 15                      | 20 de janeiro de 1936   |
| MacGillivray Milne            |        | 20 de janeiro de 1936   | 3 de junho de 1938      |
| Edward Hanson                 |        | 3 de junho de 1938      | 30 de julho de 1940     |
| Jesse Wallace                 |        | 30 de julho             | 8 de agosto de 1940     |
| Laurence Wild                 |        | 8 de agosto de 1940     | 5 de junho de 1942      |
| John Gould Moyer              |        | 5 de junho de 1942      | 8 de fevereiro de 1944  |
| Allen Hobbs                   |        | 8 de fevereiro de 1944  | 27 de fevereiro de 1945 |
| Ralph Hungerford              |        | 27 de fevereiro         | 3 de setembro de 1945   |
| Samuel Canan                  |        | 3                       | 10 de setembro de 1945  |
| Harold Houser                 |        | 10 de setembro de 1945  | 22 de abril de 1947     |
| Vernon Huber                  |        | 22 de abril de 1947     | 15 de junho de 1949     |
| Thomas Darden                 |        | 7 de julho de 1949      | 23 de fevereiro de 1951 |

### Governadores civis (1951-1978)
| Governador           | Data da posse           | Data da saída          | Partido     |
| -------------------- | ----------------------- | ---------------------- | ----------- |
| Phelps Phelps        | 23 de fevereiro de 1951 | 20 de junho de 1952    | Republicano |
| John C. Elliott      | 16 de julho de 1952     | 23 de novembro de 1952 | Democrata   |
| James Arthur Ewing   | 28 de novembro de 1952  | 4 de março de 1953     | Democrata   |
| Lawrence M. Judd     | 4 de março de 1953      | 5 de agosto de 1953    | Republicano |
| Richard Barrett Lowe | 5 de agosto de 1953     | 15 de outubro de 1956  | Republicano |
| Peter Tali Coleman   | 15 de outubro de 1956   | 24 de maio de 1961     | Republicano |
| H. Rex Lee           | 24 de maio de 1961      | 31 de julho de 1967    | Democrata   |
| Owen Aspinall        | 1º de agosto de 1967    | 31 de julho de 1969    | Democrata   |
| John Morse Haydon    | 1 de agosto de 1969     | 14 de outubro de 1974  | Republicano |
| Frank Mockler        | 14 de outubro de 1974   | 6 de fevereiro de 1975 | Republicano |
| Earl B. Ruth         | 6 de fevereiro de 1975  | 30 de setembro de 1976 | Republicano |
| Frank Barnett        | 1 de outubro de 1976    | 27 de maio de 1977     | Republicano |
| H. Rex Lee           | 28 de maio de 1977      | 3 de janeiro de 1978   | Democrata   |

## Governadores eleitos (1978-presente)
| Governador           | Data da posse        | Data da saída        | Partido     |
| -------------------- | -------------------- | -------------------- | ----------- |
| Peter Tali Coleman   | 3 de janeiro de 1978 | 3 de janeiro de 1985 | Republicano |
| A. P. Lutali         | 3 de janeiro de 1985 | 2 de janeiro de 1989 | Democrata   |
| Peter Tali Coleman   | 2 de janeiro de 1989 | 3 de janeiro de 1993 | Republicano |
| A. P. Lutali         | 3 de janeiro de 1993 | 3 de janeiro de 1997 | Democrata   |
| Tauese Sunia         | 3 de janeiro de 1997 | 26 de março de 2003  | Democrata   |
| Togiola Tulafono     | 26 de março de 2003  | 3 de janeiro de 2013 | Democrata   |
| Lolo Matalasi Moliga | 3 de janeiro de 2013 | 3 de janeiro de 2021 | Democrata   |
| Lemanu Peleti Mauga  | 3 de janeiro de 2021 | incumbente           | Democrata   |